# ヴァンデンバーグ宇宙軍基地
ヴァンデンバーグ宇宙軍基地（ヴァンデンバーグうちゅうぐんきち、Vandenberg Space Force Base）は、アメリカ合衆国カリフォルニア州にあるアメリカ宇宙軍の基地。カリフォルニア州の南部、サンタバーバラ郡にあり、ミサイル・ロケットの射場となっている。

## 概要
空軍宇宙軍団第30宇宙航空団が運用しており、大陸間弾道ミサイルの試射や人工衛星の打ち上げが行われる。位置は、北緯34度45分、西経120度29分。基地敷地の大部分は起伏のある地形となっている。敷地内には標高700mのサンタヤネズ山があり、ロケットの追跡基地が設けられている。
太平洋に面しており、射場の南方と西方が海であるために、ケネディ宇宙センターと異なって、極軌道への打ち上げに際し問題が少ない。偵察衛星は極軌道に投入されることも多いことから、これは射場にとって利点になっている。また、マーシャル諸島・クェゼリン環礁を着弾地とする大陸間弾道ミサイルの試射にも適している。
なお、1950年代にロケットの打ち上げに用いられた施設である、第10発射施設 (Space Launch Complex 10 ; SLC-10) はアメリカの歴史遺産に指定されている。

## 歴史

### 設置
1941年にアメリカ陸軍の駐屯地（キャンプ・クーク Camp Cooke）として設置されたのが始まりである。第二次世界大戦と朝鮮戦争の間は、訓練キャンプとして機能し、1957年にアメリカ空軍に移管された。空軍は、弾道ミサイルの試験と宇宙開発の拠点として用いることとした。1958年にミサイルと宇宙開発に熱心であったホイト・S・ヴァンデンバーグ将軍（アメリカ空軍・第2代参謀長）を記念し、基地名をヴァンデンバーグ空軍基地(Vandenberg Air Force Base)に変更した。
1968年までに、順次土地の取得を継続し、その広さは98,000エーカーと広大なものになった。海岸付近に位置しているために、陸地上空を飛行する危険を侵すことなしに、弾道ミサイルの試験を行うことができた。
1958年12月16日には、ソー・ミサイルの試射が開始され、1959年2月28日には、ソーを利用し極軌道人工衛星の打ち上げが行われている。
その後も、軍事用無人ロケットの打ち上げの他、商業用ロケットの打ち上げもここから行われている。
2010年1月31日、アメリカ国防総省ミサイル防衛局が行った長距離弾道ミサイル迎撃実験にて、当基地より迎撃ミサイルを発射したが、実験は失敗した。
2018年7月31日、ミニットマンの発射試験が行われたが、飛行中に異常が発生して太平洋上で自爆処分された。2020年8月4日、2022年8月16日にもミニットマンの発射実験が行われ、弾頭は太平洋を6700キロメートル飛行し南太平洋のマーシャル諸島の近海に着弾した。
2021年5月14日、ヴァンデンバーグ空軍基地からヴァンデンバーグ宇宙軍基地へと改称された。

### スペースシャトル
ヴァンデンバーグ空軍基地は、1972年にスペースシャトルの打ち上げおよび着陸地に指定された。中止になった有人軌道研究室計画のために作られたSLC-6発射台がシャトル計画のために再生され、1986年までに発射設備の整備や燃料タンクの設置、エンタープライズを用いた陸上試験などが行われ、打ち上げ可能な状態まで整備された。しかし、チャレンジャー号爆発事故により、西海岸からの打ち上げ計画はキャンセルされ、発射台はデルタロケット用に改装された。

## 宇宙及びミサイル遺産センター
基地には、宇宙及びミサイル遺産センター（Space and Missile Heritage Center）があり、ミサイルと宇宙開発の歴史に関する展示が行われている。これは、アメリカの歴史遺産に指定されている打ち上げ施設である、SLC-10に隣接して設置されている。展示のテーマは「冷戦の歴史」と「技術の発展」であり、発射施設やロケットエンジンの展示がある。

## ロケット発射施設
- 第1発射施設
- 第2発射施設 運用中、 デルタII
- 第3発射施設 運用中、E アトラスV、W ファルコン1
- 第4発射施設 運用中、 タイタンIV
- 第5発射施設
- 第6発射施設 運用中、デルタ IV
- 第8発射施設 運用中、ミノタウロス
- 第10発射施設